# استیون شان فورد
استیون شان فورد (انگلیسی: Stephen Sean Ford؛ زادهٔ ۲۵ نوامبر ۱۹۸۹) هنرپیشه اهل ایالات متحده آمریکا است. وی از سال ۲۰۰۳ میلادی تاکنون مشغول فعالیت بوده‌است.
از فیلم‌ها یا برنامه‌های تلویزیونی که وی در آن نقش داشته‌است می‌توان به درمانگاه خصوصی اشاره کرد.